# Lei do paralelogramo

Os lados do paralelogramo ABCD são mostrados em azul e as diagonais em vermelho. A soma das áreas dos quadrados azuis é igual à dos vermelhos.

Em matemática, a forma mais simples da lei do paralelogramo (também chamada de identidade do paralelogramo) pertence à geometria elementar. Ela afirma que a soma dos quadrados dos comprimentos dos quatro lados de um paralelogramo é igual à soma dos quadrados dos comprimentos das duas diagonais. Usamos estas notações para os lados: AB, BC, CD, DA. Mas como na geometria euclidiana um paralelogramo necessariamente tem lados opostos iguais, ou seja, AB = CD e BC = DA, a lei pode ser enunciada como
{\displaystyle 2AB^{2}+2BC^{2}=AC^{2}+BD^{2}\,}
Se o paralelogramo for um retângulo, as duas diagonais têm comprimentos iguais AC = BD, então{\displaystyle 2AB^{2}+2BC^{2}=2AC^{2}}
e a afirmação se reduz ao teorema de Pitágoras. Para o quadrilátero geral (com quatro lados não necessariamente iguais), o teorema do quadrilátero de Euler afirma
{\displaystyle AB^{2}+BC^{2}+CD^{2}+DA^{2}=AC^{2}+BD^{2}+4x^{2},}
onde {\displaystyle x} é o comprimento do segmento de reta que une os pontos médios das diagonais. Pode-se ver no diagrama que {\displaystyle x=0} para um paralelogramo, e assim a fórmula geral se simplifica para a lei do paralelogramo.

## Demonstração

No paralelogramo à direita, seja AD = BC = a, AB = DC = b, {\displaystyle \angle BAD=\alpha .} Usando a lei dos cossenos no triângulo {\displaystyle \triangle BAD,} obtemos:
{\displaystyle a^{2}+b^{2}-2ab\cos(\alpha )=BD^{2}.}
Em um paralelogramo, ângulos adjacentes são suplementares, portanto {\displaystyle \angle ADC=180^{\circ }-\alpha .} Usando a lei dos cossenos no triângulo {\displaystyle \triangle ADC,} produz:
{\displaystyle a^{2}+b^{2}-2ab\cos(180^{\circ }-\alpha )=AC^{2}.}
Aplicando a identidade trigonométrica {\displaystyle \cos(180^{\circ }-x)=-\cos x} ao resultado anterior, demonstra-se:
{\displaystyle a^{2}+b^{2}+2ab\cos(\alpha )=AC^{2}.}
Agora a soma dos quadrados {\displaystyle BD^{2}+AC^{2}} pode ser expressa como:
{\displaystyle BD^{2}+AC^{2}=a^{2}+b^{2}-2ab\cos(\alpha )+a^{2}+b^{2}+2ab\cos(\alpha ).}
Simplificando esta expressão, obtém-se:
{\displaystyle BD^{2}+AC^{2}=2a^{2}+2b^{2}.}

## A lei do paralelogramo em espaços com produto interno

Vetores envolvidos na lei do paralelogramo.

Em um espaço normado, o enunciado da lei do paralelogramo é uma equação relacionando normas:
{\displaystyle 2\|x\|^{2}+2\|y\|^{2}=\|x+y\|^{2}+\|x-y\|^{2}\quad {\text{ para todos }}x,y.}
A lei do paralelogramo é equivalente à afirmação aparentemente mais fraca:
{\displaystyle 2\|x\|^{2}+2\|y\|^{2}\leq \|x+y\|^{2}+\|x-y\|^{2}\quad {\text{ para todos }}x,y}
porque a desigualdade inversa pode ser obtida dela substituindo {\textstyle {\frac {1}{2}}\left(x+y\right)} por {\displaystyle x,} e {\textstyle {\frac {1}{2}}\left(x-y\right)} por {\displaystyle y,} e então simplificando. Com a mesma demonstração, a lei do paralelogramo também é equivalente a:
{\displaystyle \|x+y\|^{2}+\|x-y\|^{2}\leq 2\|x\|^{2}+2\|y\|^{2}\quad {\text{ para todos }}x,y.}
Em um espaço com produto interno, a norma é determinada usando o produto interno:
{\displaystyle \|x\|^{2}=\langle x,x\rangle .}
Como consequência desta definição, em um espaço com produto interno, a lei do paralelogramo é uma identidade algébrica, facilmente estabelecida usando as propriedades do produto interno:
{\displaystyle \|x+y\|^{2}=\langle x+y,x+y\rangle =\langle x,x\rangle +\langle x,y\rangle +\langle y,x\rangle +\langle y,y\rangle ,}
{\displaystyle \|x-y\|^{2}=\langle x-y,x-y\rangle =\langle x,x\rangle -\langle x,y\rangle -\langle y,x\rangle +\langle y,y\rangle .}
Somando estas duas expressões:
{\displaystyle \|x+y\|^{2}+\|x-y\|^{2}=2\langle x,x\rangle +2\langle y,y\rangle =2\|x\|^{2}+2\|y\|^{2},}
como requerido.
Se {\displaystyle x} é ortogonal a {\displaystyle y,} significando {\displaystyle \langle x,\ y\rangle =0,} a equação acima para a norma de uma soma torna-se:
{\displaystyle \|x+y\|^{2}=\langle x,x\rangle +\langle x,y\rangle +\langle y,x\rangle +\langle y,y\rangle =\|x\|^{2}+\|y\|^{2},}
que é o teorema de Pitágoras.

## Espaços vetoriais normados que satisfazem a lei do paralelogramo
A maioria dos espaços vetoriais normados reais e complexos não possui produtos internos, mas todos os espaços vetoriais normados têm normas (por definição). Por exemplo, uma norma comumente usada para um vetor {\displaystyle x=(x_{1},x_{2},\ldots ,x_{n})} no espaço de coordenadas reais {\displaystyle \mathbb {R} ^{n}} é a {\displaystyle p}-norma:
{\displaystyle \|x\|_{p}=\left(|x_{1}|^{p}+|x_{2}|^{p}+\dotsb +|x_{n}|^{p}\right)^{1/p}.}
Dada uma norma, pode-se avaliar ambos os lados da lei do paralelogramo acima. Um fato notável é que se a lei do paralelogramo se mantém, então a norma deve surgir da maneira usual a partir de algum produto interno. Em particular, ela se mantém para a {\displaystyle p}-norma se e somente se {\displaystyle p=2,} a chamada norma Euclidiana ou norma padrão.
Para qualquer norma que satisfaça a lei do paralelogramo (que necessariamente é uma norma de produto interno), o produto interno que gera a norma é único como consequência da identidade de polarização. No caso real, a identidade de polarização é dada por:
{\displaystyle \langle x,y\rangle ={\frac {\|x+y\|^{2}-\|x-y\|^{2}}{4}},}
ou equivalentemente por
{\displaystyle {\frac {\|x+y\|^{2}-\|x\|^{2}-\|y\|^{2}}{2}}\qquad {\text{ ou }}\qquad {\frac {\|x\|^{2}+\|y\|^{2}-\|x-y\|^{2}}{2}}.}
No caso complexo, é dada por:
{\displaystyle \langle x,y\rangle ={\frac {\|x+y\|^{2}-\|x-y\|^{2}}{4}}+i{\frac {\|ix-y\|^{2}-\|ix+y\|^{2}}{4}}.}
Por exemplo, usando a {\displaystyle p}-norma com {\displaystyle p=2} e vetores reais {\displaystyle x} e {\displaystyle y,} a avaliação do produto interno procede como segue:
{\displaystyle {\begin{aligned}\langle x,y\rangle &={\frac {\|x+y\|^{2}-\|x-y\|^{2}}{4}}\\[4mu]&={\tfrac {1}{4}}\left(\sum _{i}|x_{i}+y_{i}|^{2}-\sum _{i}|x_{i}-y_{i}|^{2}\right)\\[2mu]&={\tfrac {1}{4}}\left(4\sum _{i}x_{i}y_{i}\right)\\&=x\cdot y,\\\end{aligned}}}
que é o produto escalar padrão de dois vetores.
Outra condição necessária e suficiente para que exista um produto interno que induza a norma dada {\displaystyle \|\cdot \|} é que a norma satisfaça a desigualdade de Ptolomeu:
{\displaystyle \|x-y\|\,\|z\|~+~\|y-z\|\,\|x\|~\geq ~\|x-z\|\,\|y\|\qquad {\text{ para todos os vetores }}x,y,z.}